# Dermatias platynogaster
Dermatias platynogaster es un pez abisal de la familia Oneirodidae que habita en el Océano Pacífico a una profundidad de entre 549 a 1342 metros, cerca de las aguas de Filipinas. Las hembras de esta especie crecen hasta una longitud de 15,6 centímetros (6,1 pulgadas). Esta especie es la única conocida de su género.
Fue descrito por Smith y Lewis Radcliffe en 1912.

### Lectura recomendada
- Pietsch, T.W. and V.E. Kharin (2004) Pietschichthys horridus Kharin, 1989: a junior synonym of Dermatias platynogaster Smith and Radcliffe, in Radcliffe, 1912 (Lophiiformes: Oneirodidae), with a revised key to Oneirodid genera., Copeia 2004(1):122-127.
- Bertelsen, E. (1990) Oneirodidae., p. 498-507. In J.C. Quero, J.C. Hureau, C. Karrer, A. Post, and L. Saldanha (eds.) Check-list of the fishes of the eastern tropical Atlantic (CLOFETA). JNICT, Lisbon; SEI, Paris; and UNESCO, Paris. Vol. 1.